# Poème de Sidi Boushaki
Pour les articles homonymes, voir Sidi Boushaki et Boushaki.
Le Poème de Sidi Boushaki (arabe : أرجوزة سيدي بوسحاقي) est un poème de grammaire arabe écrit durant le XVe siècle par le théologien et linguiste Sidi Boushaki (1394-1453),,,,.

## Description
Le Poème de Sidi Boushaki est considéré comme l'un des livres de langue arabe les plus célèbres du monde islamique traitant de la grammaire en expliquant le texte en prose de l'Expression des règles de grammaire arabe écrit par Ibn Hisham al-Ansari,,,,.
Il est considéré comme l'une des publications les plus célèbres sur la grammaire arabe parmi les livres de Sidi Boushaki, et il existe plusieurs manuscrits et livres publiés interprétant et expliquant ce poème sous le titre « Argouzat al-Zawawi en grammaire » (arabe : أرجوزة الزواوي في النحو),,,.

## Contenu
Le grammairien Sidi Boushaki a composé son poème en 150 vers selon la métrique de poésie arabe appelé rajaz (arabe : بحر الرجز),,,,,,,.
Il a démontré dans ce texte sa maîtrise de la prosodie et de la poésie, ce qui a permis au poème d'être accepté, admiré et diffusé dans le monde,,,,,,,.

## Résumé
L'auteur a divisé son long poème en trois sections principales, à savoir l'introduction, puis le corps et enfin la conclusion,,.
Dans les six premiers vers, l'auteur a fourni un résumé du contenu du poème, qui vise à enseigner la grammaire arabe et le ʼIʻrāb (arabe : الإعراب) selon le type rajaz, qui est une expression facile à mémoriser de la part des étudiants de la langue arabe,,.
Puis vint le texte du poème en 138 vers divisés en quatre chapitres, le premier chapitre concerne la phrase (arabe : الجملة), le deuxième chapitre concerne la préposition et la postposition (arabe : الجار والمجرور), le troisième chapitre concerne la les mots exceptionnels dans l'analyse syntaxique, et le quatrième chapitre concerne les phrases spéciales dans l'analyse,,.
L'écrivain a conclu son poème dans le chapitre sur la conclusion, où il a sélectionné six vers pour résumer sa composition, louer Dieu (Allah) et saluer le prophète Mahomet.

## Exégèses
Plusieurs linguistes ont écrit des livres pour expliquer le poème de Sidi Boushaki, en raison de sa simplicité et de sa facilité d'apprentissage dans les écoles. Parmi ces récits et exégèses, on peut citer:
- Citation grammaticale pour expliquer la poésie d'Al-Zawawi (arabe : القبس النحوي في شرح نظم الزواوي)[42],[15],[43],[44].
- La douce ressource contenant l'explication du poème de l'Imam Al-Zawawi (arabe : المنهل العذب الحاوي شرح أرجوزة الإمام الزواوي)[15].
- Le nouveau dicton dans l'explication utile d'Al-Zawawi (arabe : القول الجديد في شرح الزواوي المفيد)[45],[40],[46].
- Le guide hôte et assistant de celui qui entend comprendre le poème d'Al-Zawawi (arabe : المرشد الآوي ومعين الناوي لفهم قصيدة الزواوي)[41].
- L'objectif des étudiants en expliquant la poésie d'Al-Zawawi des règles de syntaxe (arabe : ضالة الطلاب في شرح نظم الزواوي لقواعد الإعراب)[47],[48].
- La nouveauté dans l'explication de la poésie d'Al-Zawawi pour exprimer la langue arabe (arabe : الجديد في شرح نظم الزواوي لإعراب اللفظ العربي)[49].
- Poème d'Al-Zawawi (arabe : نظم الزواوي)[50].